# ليسا رايدر
ليسا رايدر مواليد 26 أكتوبر 1970 هي ممثلة كندية .

## روابط خارجية
- ليسا رايدر على موقع IMDb (الإنجليزية)
- ليسا رايدر على موقع ألو سيني (الفرنسية)
- ليسا رايدر على موقع أول موفي (الإنجليزية)
- ليسا رايدر على موقع قاعدة بيانات الفيلم (الإنجليزية)
- ليسا رايدر على موقع كينوبويسك (الروسية)